# Jumlapur, Kushtagi
Jumlapur là một làng thuộc tehsil Kushtagi, huyện Koppal, bang Karnataka, Ấn Độ.